# Волшебная фея и радиопьесы
«Волшебная фея и радио-пьесы» (англ. The Fairylogue and Radio-Plays) — постановка Отиса Тёрнера и Фрэнсиса Богса. Состояла из театральной части, демонстрации слайдов волшебного фонаря и немого кинофильма. В постановке сыграл сам Фрэнк Баум. Премьера состоялась в Гранд-Рэпидс (Мичиган, США) 24 сентября 1908 года, а 16 декабря показы закончились, но 31 декабря в Нью-Йорке шоу показали ещё один раз, о чём было написано в «Нью-Йорк Таймс». Фильм считается утраченным.

## В ролях
- Фрэнк Баум — Волшебник страны Оз, рассказывающий зрителям историю
- Сэм Джонс — Волшебник Оз
- Фрэнк Бёрнс — Страшила / Резиновый Медведь
- Джордж Уилсон — Железный Дровосек / Белый Кролик
- Джозеф Шрод — Трусливый Лев / Джон Дау
- Ромола Ремус[англ.] — Дороти Гейл

## Первоисточники
Шоу было поставлено по сказкам Баума «Удивительный волшебник из страны Оз», «Чудесная страна Оз», «Озма из страны Оз» и «Джон Дау и херувим». Несколько слайдов для волшебного фонаря представляли собой анонс книги «Дороти и Волшебник в стране Оз», которая на момент начала гастрольного тура ещё не поступила в продажу.

## Майкл Радиоколор
Фильм раскрашен студией «Дюва Фрер» в Париже, с помощью технологии, известной под названием «радио-пьеса». Баум дал студии прозвище «Майкл Радио». Название технологии никак не связано с радиоспектаклями, «радио» здесь было использовано как синоним слов «высокие технологии».
Слово «радиопьесы» в названии фильма означает именно технологию раскрашивания. А «волшебная фея» — неточный перевод слова  fairylogue, составленного из fairy (волшебный) и travelogue (путевой очерк).

## Музыка
Представление включало оригинальный саундтрек авторства Натаниэля Д. Манна, который в 1902 году участвовал в написании мюзикла «Волшебник страны Оз». Этот саундтрек является самой ранней задокументированной музыкой к фильму (вторая после неё — саундтрек К. Сен-Санса к фильму «Убийство герцога Гиза», вышедшему через 4 месяца после «Волшебной феи и радиопьес»).